# جون ك. دبليو. ريد
جون ك. دبليو. ريد هو سياسي كندي، ولد في 25 يوليو 1871، وتوفي في 23 يناير 1942.